# مجلة التربية الهندسية
مجلة التربية الهندسية، هي مجلة أكاديمية فصلية تخضع لمراجعة الأقران تغطي الأبحاث حول التعليم الهندسي والتي تنشرها الجمعية الأمريكية للتعليم الهندسي.  رئيسة التحرير هي ليزا سي بنسون(جامعة كليمسون)

## الاستخلاص والفهرسة
المجلة مجردة ومفهرسة في:

- فهرس الاقتباس العلمي
- فهرس الاستشهادات في العلوم الاجتماعية
- المحتويات الحالية / الهندسة والحوسبة والتكنولوجيا
- المحتويات الحالية / العلوم الاجتماعية والسلوكية
- ايبسكو
- سكوبس

وفقًا لتقارير الاقتباس من المجلة ، فإن عامل التأثير للمجلة لعام 2014 يبلغ 2.059. 

## روابط خارجية
- الموقع الرسمي